# Yacimiento de Las Atalayuelas

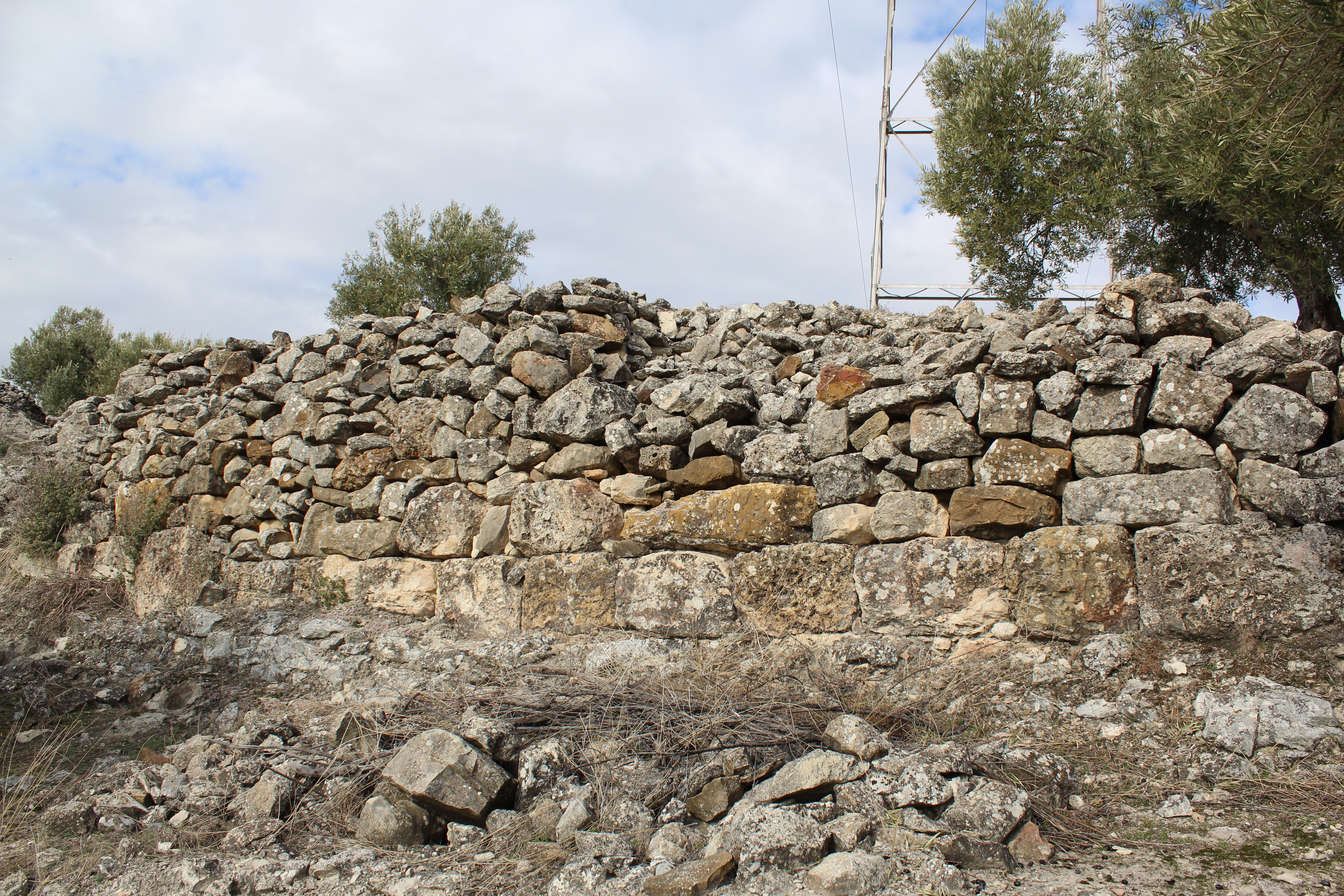
Detalle de una de las murallas del oppidum íbero de Atalayuelas.

El yacimiento de Las Atalayuelas es un oppidum ibérico situado en un relieve geográfico denominado, por su relevancia topográfica, Atalayuelas, dentro el término municipal de Fuerte del Rey, provincia de Jaén, España. Acogió un espacio de culto ibero, asimilado después por la religión romana. Durante época altoimperial se configuró como vicus. Presenta una ocupación desde el Neolítico hasta época emiral.

## Historia
La zona ya era conocida por tradición en esta comarca de la campiña, a través de leyendas de hallazgos fabulosos del «tiempo de los moros». En 1920 Alfredo Cazabán recoge informaciones sobre el yacimiento.

### Prospección y excavación del yacimiento en 2003
En 1986 autoriza y subvenciona una prospección con sondeos estratigráficos en la zona, bajo la dirección del arqueólogo Marcelo Castro. Sin embargo, los restos hallados vuelven a ser cubiertos, al no estar previsto un plan adecuado de conservación de los mismos. Por aquellas fechas ya mostraba indicios de haber sufrido expolios.
No es hasta el mes de julio de 2003 cuando la Consejería de Cultura de la Junta de Andalucía se decide a llevar a cabo una actuación de prospección y excavación arqueológica en la zona, a causa de un expolio sufrido, bajo la dirección del Centro Andaluz de Arqueología Ibérica (CAI), con sede en la Universidad de Jaén, siendo su director Arturo Ruiz. El yacimiento se situaba bajo una plantación de olivar, siendo el mismo propietario el que dio el aviso del expolio a la Guardia Civil.

### Época del Cobre Final
Durante esta época se ocupa la cumbre del Cerro del Morrón. En ella se construye un poblado aterrazado.

### Época del Bronce Final
En este periodo la zona de ocupación se traslada a la zona central de Atalayuelas. El estado de conservación es muy pobre debido a la construcción sobre esta zona del oppidum ibérico.

### Época ibérica
El oppidum se inicia en el Ibérico Antiguo. En esta época constituye uno de los varios núcleos que se forman en la Campiña de Jaén, junto a otros como el oppidum del Cerro Villargordo o el del Puente Tablas. Durante este periodo el oppidum ocupaba una vasta zona, asentándose en el cerro las Atalayas y en el Cerro Morrón (al este del anterior). Se ha conservado una muralla ibérica de anchura entre cinco y siete metros que rodea ambas entidades geográficas. Al Oeste, en el cerro colindante conocido como de las Norias, se ha conservado también otro recinto fortificado de la misma época.

### Época romana
Durante la época romana continúa el poblamiento de la zona, concentrándose en la zona central, de unas 5 a 7 ha de extensión, constituyéndose un municipio o vicus, esto es, una aldea ubicada en los extremos del territorio de una ciudad, que sirve como centro de mercado a las villae del entorno y que acogería a la población rural de las proximidades. Durante el siglo II a. C. se abandona, debido a una fuerte crisis agraria durante este siglo. No obstante, se documentaron restos bajoimperiales que indicarían una ocupación marginal del sitio.

### Época emiral
La pequeña población bajoimperial pudo mantenerse en la zona hasta los siglos VIII-X, pese a que la prospección superficial aportó escasos fragmentos cerámicos de época islámica, debido a la erosión sufrida en las laderas y a los trabajos agrícolas. No obstante, se puede afirmar que el asentamiento reutilizó las fortificaciones ibero-romanas.

### Época bajomedieval
En este periodo el asentamiento se abandona totalmente y se traslada a una zona más llana al Norte, correspondiente con el solar que hoy día ocupa la localidad de Fuerte del Rey, desde donde se domina con mayor facilidad la Campiña Baja y el Valle del Guadalquivir. En ella se construiría una fortificación, hoy totalmente desaparecida, de la que hay noticias a partir de unos dibujos de Ximena Jurado.

## Zona geográfica
El yacimiento se halla sobre la cumbre de una pequeña cordillera de importante relevancia topográfica (Atalayuelas, de ahí el nombre aludiendo a atalaya), compuesto por varias lomas denominadas con diferentes topónimos. En la zona Oeste se ubica el Cerro de las Norias, en la central el Cerro del Portichuelo y de las Atalayas, y en la zona Este El Morrón. Al Sur se encuentra el Arroyo Platero o del Judío y al Norte el Arroyo Salado de los Villares, como más destacables.

## Descripción

### Santuario
En la ladera sur del Cerro de las Norias (unidad geográfica de mayor envergadura) se encuentra el santuario periurbano. En él se pudo comprobar el uso de materiales de épocas anteriores, así como su relación a nivel estructural, funcional y simbólico con la muralla ibérica del siglo VI a. C. que bordea todo el Cerro de las Norias. La estructura del santuario se basa en un sistema de aterrazamientos con suelos de tierra batida, apoyándose sobre la muralla ibérica, que ejerce como muro de contención de las presiones que generan las edificaciones sobre las terrazas. El desnivel entre terrazas se salva por medio de escalones y puertas que delimitan los espacios aterrazados.

### Danza bastetana
La «Danza bastetana» es un relieve realizado sobre una placa de piedra caliza en la que aparecen esculpidas siete figuras: cuatro hombres y tres mujeres, que se encuentran agarrados de la mano y desplazándose hacia la izquierda, en lo que algunos investigadores indican que sería la representación de un baile o danza entre hombres y mujeres. Para otros se trataría la representación de un grupo familiar que es presentado como exvoto u ofrenda de agradecimiento o solicitud ante la divinidad. Data de entre el siglo II y I a. C. y fue hallado a principios del siglo XX en una zona conocida como Los Oriondos, en un santuario a las afueras de la ciudad de Las Atalayuelas, en su lado occidental.

## Conservación
Los hallazgos se encuentran en el Museo de Jaén y exposiciones temporales del Museo Íbero de Jaén.